# Varese Calcio 2016-2017
Questa voce raccoglie le informazioni riguardanti il Varese Calcio S.S.D. nelle competizioni ufficiali della stagione 2016-2017.

## Stagione
Dopo il fallimento societario sopraggiunto al termine della stagione 2014-2015, il Varese viene rifondato e riparte dal campionato di Eccellenza Lombardia: vinto con ampio margine il girone A, i biancorossi acquisiscono il diritto a partecipare alla Serie D, ove mancavano dall'annata 2005-2006.
Nella pausa pre-campionato in seno al Varese si registrano dissidi tra i dirigenti e qualche variazione nei quadri societari: dopo che a metà del mese di maggio la trattativa intavolata per l'ingresso dell'imprenditore Pietro Vavassori era sfumata a seguito della richiesta di quest'ultimo (giudicata eccessiva dai vertici del club varesino) di inserire uomini di propria fiducia nei quadri tecnici, nei mesi estivi si registra l'aumento dell'impegno economico dello sponsor GaGà Milano, che rileva il 35% delle quote societarie (pari a quelle detenute dal presidente Ciavarrella) tramite il general manager Paolo Basile, insediato in consiglio d'amministrazione e dapprima alla carica di direttore generale e poi a quella di vicepresidente del Varese. Contestualmente si dimettono dalle cariche sociali ricoperte nella stagione precedente i soci cofondatori Piero Galparoli (che esce anche dal CdA e successivamente rileva Sarah Maestri alla direzione marketing) ed Enzo Rosa, pur conservando partecipazioni azionarie ammontanti rispettivamente al 20% e al 10% delle quote. Da ultimo si dimette dal CdA anche l'imprenditore Andrea Donnini, cui subentra il presidente di ConfAPI Varese (Associazione Piccole e Medie Industrie della Provincia di Varese) Franco Colombo.
Gli avvicendamenti interessano anche l'organigramma d'area sportiva, con l'insediamento di Alessandro Merlin alla carica di direttore sportivo in sostituzione di Giorgio Scapini (approdato alla Pro Patria), di Marco Bof al segretariato generale e di Roberto Verdelli alla responsabilità del settore giovanile.
I mesi di maggio e giugno sono inoltre segnati dall'incertezza in merito all'iscrizione ai campionati: dopo aver racimolato risorse sufficienti per affrontare la Serie D, il Varese sonda finanche la possibilità di entrare direttamente in Lega Pro. Rivelatasi impossibile la richiesta di un ripescaggio diretto giustificato dai meriti sportivi biancorossi, la dirigenza trova un accordo con il Football Club Dilettantistico Sporting Bellinzago (neopromosso in terza serie, ma incapace di onorare l'iscrizione per mancanza di fondi e strutture): quest'ultimo trasferisce la propria sede legale da Bellinzago Novarese a Lonate Pozzolo, muta ragione sociale in Sporting Varese e richiede alla FIGC il permesso di poter giocare le gare interne allo stadio Franco Ossola di Varese. Una volta ottenuto il nulla osta, il vertice societario del Varese Calcio S.S.D. sarebbe entrato nello Sporting Varese, concretizzando la fusione tra i due club in un nuovo soggetto, depositario della tradizione sportiva varesina. Anche tale richiesta viene tuttavia rigettata dalla Federcalcio, in quanto il club bellinzaghese aveva già mutato sede sociale nel 2014 (notificandolo alla direzione federale solo nel 2015) e in ogni caso non avrebbe potuto assumere il nome Varese, ma bensì quello del nuovo comune di appartenenza (ovvero Lonate Pozzolo). In virtù di ciò, il Varese opta per iscriversi al massimo campionato dilettantistico.
Dal punto di vista tecnico, dopo aver inizialmente riconferma alla guida della prima squadra Giuliano Melosi e il suo staff tecnico, il 30 giugno 2016 la dirigenza (motivando la scelta con divergenze sulle strategie di calciomercato e dissapori con alcuni giocatori in rosa) ne annuncia l'esonero e la sostituzione con Ernestino Ramella, affiancato dal vice Massimiliano Caniato (poi dimessosi per motivi personali e sostituito da Gabriele Bongiorni) e dal preparatore dei portieri Oscar Verderame. Il calciomercato vede la partenza dell'attaccante Carmine Marrazzo e della "bandiera" Mavillo Gheller, che scelgono di restare in Eccellenza accasandosi rispettivamente al Crema e al Busto 81; tra i principali acquisti si annoverano il difensore ex Serie A Michele Ferri, il centrocampista Giampaolo Calzi (cresciuto nel vivaio varesino) e l'attaccante Matteo Scapini. In ottemperanza ai regolamenti vigenti della Serie D, che prevedono l'obbligo di tenere in campo per tutta la partita almeno quattro giocatori nati prima del 1996, vengono inoltre inseriti in rosa una decina di elementi d'età inferiore ai 20 anni.
La stagione prende il via ufficialmente il 19 luglio con il ritrovo presso il centro sportivo di Varesello, sede prescelta per gli allenamenti estivi; la prima prova sul campo della nuova squadra si svolge il 25 luglio a Bormio in un'amichevole contro il Torino, che prevale per 4-0. Il debutto ufficiale avviene il 21 agosto nel primo turno di Coppa Italia Serie D: sul terreno neutro di Gozzano (data la simultanea indisponibilità degli stadi di Varese e Venegono Superiore, entrambi in ristrutturazione) i biancorossi superano per 2-0 la Varesina; nel turno successivo, giocato sette giorni dopo a Ponte San Pietro, anche il Pontisola viene sconfitto per 1-2, consentendo al Varese di accedere ai trentaduesimi di finale.
Il campionato del Varese (inserito nel girone A, insieme a nove squadre piemontesi e altre otto lombarde) prende il via con la vittoria esterna per 0-1 contro il Cuneo il 4 settembre, seguita da altri due risultati di analoga entità contro Folgore Caratese e Inveruno. La prima sconfitta (unitamente ad una prova di squadra complessivamente deficitaria) arriva il 24 settembre, allorché il Borgosesia s'impone al Franco Ossola per 0-3. A seguito dei risultati successivi (una sconfitta ai rigori per 2-4 contro la Caronnese ai trentaduesimi di finale di Coppa Italia di Serie D - con susseguente eliminazione -, una nuova vittoria per 1-0 sull'OltrepoVoghera e un pareggio per 1-1 contro il fanalino di coda Bra), giudicando complessivamente insufficiente il rendimento della squadra, l'11 ottobre il vertice societario esonera Ernestino Ramella e Gabriele Bongiorni dalla guida tecnica della squadra; l'indomani viene nominato in loro sostituzione Francesco Baiano (già assistente di Giuseppe Sannino).
La squadra si colloca comunque stabilmente ai vertici del gruppo A di quarta serie, chiudendo il girone d'andata a pari punti con la capolista Chieri, che sopravanza i biancorossi in virtù della miglior differenza reti e della vittoria nello scontro diretto. Frattanto nel novembre 2016 si registra un nuovo cambiamento dell'assetto societario: grazie all'aumentato impegno dello sponsor GaGà Milano, Paolo Basile acquisisce il 51% del pacchetto azionario, mentre il 29% passa all'imprenditore Aldo Taddeo (amministratore delegato di ITAL srl, azienda specializzata nel cablaggio basata a Sumirago), che entra nel CDA e assume la vicepresidenza: di riflesso cala il monte-azioni del presidente Gabriele Ciavarrella e dei soci fondatori Enzo Rosa e Piero Galparoli, cui restano avocate rispettivamente partecipazioni per il 14%, il 5% e l'1%.
Circa in corrispondenza con l'avvio del girone di ritorno, il 28 gennaio 2017 Gabriele Ciavarrella annuncia pubblicamente le proprie dimissioni dalla presidenza e dal consiglio d'amministrazione, lamentando una situazione di ostruzionismo e scarsa sintonia con la linea gestionale del management societario (espressamente nella persona di Aldo Taddeo) e dando conto dell'esistenza di carenze patrimoniali e ritardi nella corresponsione degli stipendi ai tesserati e nell'onoramento di pendenze debitorie (segnatamente verso lo sponsor tecnico Macron). Meno di un mese dopo, il 10 febbraio, anche il vicepresidente Aldo Taddeo e il d.g. Paolo Basile, sebbene avessero precedentemente annunciato di volersi far carico del risanamento e riassetto societario rassegnano le loro dimissioni e rimettono la proprietà delle loro partecipazioni azionarie, pubblicando un comunicato stampa nel quale denunciano d'essere stati ostacolati nella loro attività di rafforzamento della compagine societaria e di non poter più pertanto impegnarsi ulteriormente nella gestione della stessa. In virtù di ciò lo stesso Ciavarrella ritira le dimissioni (che non erano ancora state ratificate dal CDA) e riassume la gestione della società insieme al socio Enzo Rosa, che torna alla direzione d'area tecnica e sospende il direttore sportivo Alessandro Merlin.
Ciò tuttavia non riesce a sbloccare la situazione societaria: il 23 febbraio, a seguito di un articolo apparso su La Provincia di Varese nel quale l'avvocato di Basile e Taddeo annuncia di non essere stato ancora convocato dai soci di minoranza, lamentando inoltre il risentimento dei propri assistiti e dichiarando di voler incontrarsi con un legale di controparte prima di valutare la remissione delle quote, Ciavarrella e Rosa convocano una conferenza stampa nella quale chiedono ai soci dimissionari di rimettere le quote, accusandoli di non aver onorato i propri impegni economici e aver unicamente cercato di trarre profitto dalla società, aggravando la situazione contabile del Varese (il cui passivo viene quantificato in 300.000 euro tra mancati pagamenti, rimborsi non corrisposti, affitti non onorati e prestazioni sanitarie non pagate a beneficio di club e tesserati) per poi rendersi completamente irreperibili. Cinque giorni dopo Basile e Taddeo convocano a loro volta una conferenza stampa, in sede della quale respingono le contestazioni dei soci di minoranza, addossando su di loro le accuse di ostruzionismo e la responsabilità delle problematiche societarie: in tale sede essi affermano di aver onorato tutte le spettanze e di non essere intenzionati a riconsegnare il Varese al presidente in carica.
La situazione si risolve l'11 marzo seguente, allorché un ulteriore incontro tra azionisti vede Ciavarrella, Rosa e Galparoli rinunciare alle pretese sulla società (mantenendo unicamente le proprie partecipazioni azionarie minoritarie): il Varese Calcio S.S.D. passa pertanto in pianta stabile sotto il controllo di Paolo Basile (che ne diviene amministratore unico) e di Aldo Taddeo. Cinque giorni dopo la carica di presidente viene attribuita al pallanuotista Fabio Baraldi.
Il 23 marzo seguente viene definito formalmente il nuovo assetto societario: la maggioranza azionaria del Varese viene conferita all'80% alla società ForVa s.r.l. (costituita ad hoc qualche mese prima da Basile e Taddeo), a sua volta controllata per il 60% da Baraldi e per il 40% da Basile e Taddeo. L'organigramma vede il rientro di questi ultimi alle cariche di direttore generale e vicepresidente, l'ingresso di Roberto Bianchi (fiduciario di Taddeo) alla direzione marketing e dell'ex team manager Silvio Papini alla responsabilità dei servizi generali e di collegamento con il settore giovanile. Il consiglio d'amministrazione viene rifondato: accanto ai confermati Aldo Taddeo, Paolo Basile e Franco Colombo entrano Fabio Baraldi, l’avvocato Giuseppe Armocida (rappresentante della minoranza) e i delegati della tifoseria Veruska Guerra ed Enea Merchiorri. In tale occasione i nuovi titolari del club annunciano l'avvio di un piano di saldo delle pendenze economiche e di rientro dello stato passivo
Frattanto la squadra, probabilmente destabilizzata psicologicamente dalle suddette vicissitudini societarie e complici alcuni limiti tecnici (segnatamente nell'organico di centrocampo), incappa in alcune prestazioni di scarso livello, specialmente nei turni casalinghi. In virtù di ciò (nonché a seguito di uno sfogo in conferenza stampa al termine della gara esterna contro il Casale del 5 marzo, nel quale accusa il vertice societario di danneggiare la squadra), il 13 marzo anche Francesco Baiano viene esonerato dalla guida tecnica dei biancorossi, alla quale viene richiamato Stefano Bettinelli. Tale avvicendamento non riesce tuttavia a condurre il Varese alla promozione diretta: i biancorossi chiudono la stagione regolare al secondo posto, a tre punti dal Cuneo, dovendo pertanto disputare i play-off (non validi ai fini della promozione diretta, ma unicamente per la definizione delle graduatorie di ripescaggio). Dopo aver superato in semifinale la Caronnese per 1-0, il Varese perde la finale contro il Gozzano per 0-2, non potendo così beneficiare della prelazione nella graduatoria delle riammissioni.

## Divise e sponsor
La divisa casalinga è rossa con colletto alla coreana bianco, risvolti delle maniche e orli inferiori bianchi, scritte e numerazione bianche. I colori si invertono sulla seconda casacca, mentre sulla terza la tinta dominante è il nero (con personalizzazioni bianche). I pantaloncini e i calzettoni a disposizione sono rossi, neri (con finiture bianche) e bianchi (con finiture rosse) e sono intercambiabili tra loro: di norma comunque alla maglia casalinga si abbinano i pantaloncini bianchi, alla seconda i rossi. Gli accessori neri sono invece abbinati alla sola terza casacca.
Caratteristica comune delle tre maglie è l'effigie serigrafata sul fianco sinistro, raffigurante San Vittore il Moro (patrono di Varese) a cavallo, sventolante la bandiera crociata simbolo dei comuni della Lega Lombarda nella lotta contro il Sacro Romano Impero Germanico nel XII secolo. Il disegno è mutuato da una miniatura contenuta all'interno del volume degli Statuta Burgi et Castellantiae de Varisio (prima raccolta di leggi scritte della città, redatto nel 1347) ed intende celebrare il bicentenario del conferimento del titolo di città a Varese, decretato dal Regno Lombardo-Veneto nel 1816. La resa grafica è in inchiostro sublimatico tono-su-tono, fatta eccezione la bandiera, che si presenta di colore bianco con croce rossa.
Tale design celebrativo è stato ideato dallo storico varesino Valentino Piccinelli, con la collaborazione dell'attrice Sarah Maestri (tifosa del club).
Sul torso delle casacche è apposto lo sponsor principale GaGà Milano, mentre sul dorso, al di sopra dei numeri, appare il marchio Life pool&fitness di Gabriele Ciavarrella. Sulla manica sinistra appare il marchio di API Varese (Associazione Piccole e medie Industrie della provincia di Varese). A partire dalle ultime partite del girone d'andata sui calzoncini appare il marchio Outox Reset Drink. Nel corso del girone di ritorno sulla parte bassa del dorso appare il marchio Relais sul Lago. Sponsor tecnico è Macron, al secondo anno di collaborazione col club bosino.
| Casa | Trasferta | Terza |

## Organigramma societario
Area amministrativa
- Presidente e consigliere: Fabio Baraldi
- Socio fondatore: Gabriele Ciavarrella
- Vicepresidente, consigliere e socio: Aldo Taddeo
- Direttore generale, consigliere e socio: Paolo Basile
- Consigliere: Franco Colombo
- Consigliere: Giuseppe Armocida
- Consigliere: Veruska Guerra
- Consigliere: Enea Merchiorri
- Socio fondatore: Enzo Rosa
- Socio fondatore: Piero Galparoli
- Procuratore generale: Roberto Bianchi
- Ufficio stampa: Michele Marocco
- Segreteria organizzativa Marco Bof
- Rapporti con la tifoseria[38]: Edoardo Cutrignelli

Area tecnica
- Direttore sportivo[39]: Alessandro Merlin
- Allenatore: Stefano Bettinelli
- Allenatore in seconda: Oscar Carlotti
- Preparatore atletico: Ciro Improta
- Preparatore portieri: Oscar Verderame

Area sanitaria
- Medico prima squadra: Fabrizio Mura
- Massofisioterapista: Walter Banfi

Altri
- Team manager: Danilo Vago
- Dirigente accompagnatore prima squadra: Pietro Frontini
- Magazziniere: Aldo Cunati
- Responsabile campo: Franco Vanoni

## Rosa
Aggiornata al 31 gennaio 2017
| N. |                   | Ruolo | Calciatore                 |
| -- | ----------------- | ----- | -------------------------- |
|    | Italia (bandiera) | P     | Claudio Bordin             |
|    | Italia (bandiera) | P     | Patrick Consol             |
|    | Italia (bandiera) | P     | Giulio Grillo              |
|    | Italia (bandiera) | P     | Marco Pissardo             |
|    | Italia (bandiera) | P     | Andrea Scapolo             |
|    | Italia (bandiera) | D     | Andrea Antonielli          |
|    | Italia (bandiera) | D     | Claudio Bonanni            |
|    | Italia (bandiera) | D     | Michele Ferri              |
|    | Italia (bandiera) | D     | Andrea Granzotto           |
|    | Italia (bandiera) | D     | Francesco Luoni (capitano) |
|    | Italia (bandiera) | D     | Federico Ortolani          |
|    | Italia (bandiera) | D     | Matteo Simonetto           |
|    | Italia (bandiera) | D     | Devis Talarico             |
|    | Italia (bandiera) | D     | Francesco Viscomi          |
|    | Italia (bandiera) | C     | Massimiliano Benucci       |
|    | Italia (bandiera) | C     | Giampaolo Calzi            |
|    | Italia (bandiera) | C     | Francesco Gazo             |

| N. |                      | Ruolo | Calciatore           |
| -- | -------------------- | ----- | -------------------- |
|    | Italia (bandiera)    | C     | Giacomo Innocenti    |
|    | Italia (bandiera)    | C     | Marco Musso          |
|    | Venezuela (bandiera) | C     | Edson Tortolero Toro |
|    | Italia (bandiera)    | C     | Umberto Vingiano     |
|    | Italia (bandiera)    | C     | Federico Zazzi       |
|    | Italia (bandiera)    | A     | Andreas Becchio      |
|    | Italia (bandiera)    | A     | Davide Bottone       |
|    | Italia (bandiera)    | A     | Giacomo Cusinato     |
|    | Italia (bandiera)    | A     | Marco Giovio         |
|    | Italia (bandiera)    | A     | Niccolò Gucci        |
|    | Italia (bandiera)    | A     | Lorenzo Lercara      |
|    | Italia (bandiera)    | A     | Simone Moretti       |
|    | Italia (bandiera)    | A     | Luca Piraccini       |
|    | Italia (bandiera)    | A     | Mattia Rolando       |
|    | Italia (bandiera)    | A     | Jacopo Salvatore     |
|    | Italia (bandiera)    | A     | Matteo Scapini       |

## Calciomercato

### Sessione estiva(dal 1/7 al 31/8)
| Acquisti         | Acquisti             | Acquisti            | Acquisti      |
| R.               | Nome                 | da                  | Modalità      |
| ---------------- | -------------------- | ------------------- | ------------- |
| P                | Patrick Consol       | Juventus            | prestito      |
| P                | Marco Pissardo       | Inter               | prestito      |
| D                | Andrea Antonielli    | Novara              | prestito      |
| D                | Michele Ferri        | Pro Patria          | definitivo    |
| D                | Andrea Granzotto     | Juventus            | prestito      |
| D                | Devis Talarico       | Inveruno            | definitivo    |
| C                | Claudio Bonanni      | Milan               | prestito      |
| C                | Giampaolo Calzi      | Venezia             | definitivo    |
| C                | Marco Musso          | Grumellese          | definitivo    |
| C                | Edson Tortolero Toro | Deportivo JBL       | definitivo    |
| A                | Davide Bottone       | svincolato          |               |
| A                | Giacomo Cusinato     | Montebelluna        | definitivo    |
| A                | Mattia Rolando       | Sporting Bellinzago | definitivo    |
| A                | Jacopo Salvatore     | Novara              | prestito      |
| A                | Matteo Scapini       | Seregno             | definitivo    |
| Altre operazioni |                      |                     |               |
| R.               | Nome                 | da                  | Modalità      |
| D                | Davide Pacifico      | Saronno             | fine prestito |
| C                | Alessio Papasodaro   | Milan               | prestito      |
| C                | Samuele Rebuscini    | Caronnese           | definitivo    |
| C                | Federico Zanetti     | Lecco               | definitivo    |

| Cessioni         | Cessioni           | Cessioni      | Cessioni      |
| R.               | Nome               | a             | Modalità      |
| ---------------- | ------------------ | ------------- | ------------- |
| D                | Andrea Azzolin     | Mendrisio     | definitivo    |
| D                | Mavillo Gheller    | Busto 81      | definitivo    |
| C                | Alessandro Balconi | Legnano       | definitivo    |
| C                | Daniele Capelloni  | Crema         | definitivo    |
| C                | Maicol Cavalcante  | Grumellese    | definitivo    |
| C                | Daniel La Marca    | ASDC Verbania | definitivo    |
| C                | Samuele Piccinotti | Valceresio    | definitivo    |
| A                | Carmine Marrazzo   | Crema         | definitivo    |
| Altre operazioni |                    |               |               |
| R.               | Nome               | a             | Modalità      |
| D                | Davide Pacifico    | Saronno       | definitivo    |
| C                | Alessio Papasodaro | Milan         | fine prestito |
| C                | Samuele Rebuscini  | svincolato    |               |
| C                | Federico Zanetti   | svincolato    |               |

### Sessione invernale
| Acquisti | Acquisti             | Acquisti | Acquisti   |
| R.       | Nome                 | da       | Modalità   |
| -------- | -------------------- | -------- | ---------- |
| P        | Giulio Grillo        | Torino   | prestito   |
| D        | Federico Ortolani    | Legnano  | definitivo |
| C        | Massimiliano Benucci | Arezzo   | prestito   |
| C        | Giacomo Innocenti    | Seregno  | definitivo |
| C        | Umberto Vingiano     | Seregno  | definitivo |
| A        | Niccolò Gucci        | Fano     | definitivo |
| A        | Simone Moretti       | Bustese  | definitivo |

| Cessioni         | Cessioni             | Cessioni   | Cessioni      |
| R.               | Nome                 | a          | Modalità      |
| ---------------- | -------------------- | ---------- | ------------- |
| C                | Giampaolo Calzi      | Bellinzona | definitivo    |
| C                | Marco Musso          | Baveno     | definitivo    |
| Altre operazioni |                      |            |               |
| R.               | Nome                 | a          | Modalità      |
| P                | Patrick Consol       | Juventus   | fine prestito |
| D                | Andrea Antonielli    | Novara     | fine prestito |
| C                | Edson Tortolero Toro | Žilina     | definitivo    |
| A                | Jacopo Salvatore     | svincolato |               |

## Risultati

### Serie D

#### Girone di andata
| Arbitro: | Testi (Livorno) |

|  |           |             |
|  | Marcatori | 15’ Scapini |

| Arbitro: | Tristicca (Messina) |

|             |           |  |
| Scapini 23’ | Marcatori |  |

| Arbitro: | Vimercati (Cosenza) |

|  |           |             |
|  | Marcatori | 72’ Becchio |

| Arbitro: | Maraniello (Paola) |

|  |           |                                             |
|  | Marcatori | 45+3’ (rig.) Zamparo 82’ Vita 84’ Tomaselli |

| Arbitro: | Cascone (Nocera Inferiore) |

|             |           |  |
| Scapini 87’ | Marcatori |  |

| Arbitro: | D'Amato (Siena) |

|           |           |                   |
| Rossi 72’ | Marcatori | 44’ (rig.) Giovio |

| Arbitro: | Vitulano (Livorno) |

|                        |           |  |
| Rolando 72’ Giovio 77’ | Marcatori |  |

| Arbitro: | Cusano (Chivasso) |

|                     |           |                   |
| Galli 25’ Corno 27’ | Marcatori | 85’ (rig.) Giovio |

| Arbitro: | Pascarella (Nocera Inferiore) |

|                        |           |  |
| Scapini 35’ Giovio 64’ | Marcatori |  |

| Arbitro: | Miele (Nola) |

|  |           |                                        |
|  | Marcatori | 6’ Scapini 78’ Viscomi 90+3’ Piraccini |

| Arbitro: | Rutella (Enna) |

|               |           |              |
| Piraccini 89’ | Marcatori | 56’ Scapuzzi |

| Arbitro: | Longo (Paola) |

|            |           |                                                      |
| Grandi 68’ | Marcatori | 16’ (aut.) Bianchi 30’ Bottone 69’ Viscomi 81’ Zazzi |

| Arbitro: | Luciani (Roma 1) |

|  |           |                             |
|  | Marcatori | 42’ Poesio 90+1’ Tettamanti |

| Arbitro: | Pelagatti (Livorno) |

|  |           |                                         |
|  | Marcatori | 19’ Bottone 35’ (rig.) Giovio 74’ Ferri |

| Arbitro: | Zeviani (Legnano) |

|                                    |           |                          |
| Giovio 16’ Viscomi 75’ Moretti 82’ | Marcatori | 52’ Aperi 90+4’ Testardi |

| Busto Garolfo 11 dicembre 2016, ore 14:30 CET 16ª giornata | Bustese           | 0 – 0 referto | Varese | Campo sportivo Roberto Battaglia (650 spett.)\| Arbitro: \| Copat (Pordenone) \| |
| Arbitro:                                                   | Copat (Pordenone) |               |        |                                                                                  |

| Arbitro: | Kumara (Verona) |

|                          |           |  |
| Giovio 26’ Rolando 90+1’ | Marcatori |  |

#### Girone di ritorno
| Arbitro: | Rossetti (Ancona) |

|             |           |                                |
| Rolando 87’ | Marcatori | 45+2’ (rig.) D'Antoni 86’ Papa |

| Arbitro: | Catastini (Pisa) |

|  |           |                       |
|  | Marcatori | 9’ Moretti 17’ Giovio |

| Arbitro: | Castorina (Acireale) |

|                                                   |           |                                                |
| Scapini 8’ Innocenti 71’ 75’ Rolando 90+4’ (rig.) | Marcatori | 28’ Morao 33’ 70’ Chessa 45’ Nava 64’ Broggini |

| Borgosesia 29 gennaio 2017, ore 14:30 CET 21ª giornata | Borgosesia     | 0 – 0 referto | Varese | Stadio comunale (ca. 1000 spett.)\| Arbitro: \| Politi (Lecce) \| |
| Arbitro:                                               | Politi (Lecce) |               |        |                                                                   |

| Arbitro: | Nube (Mestre) |

|  |           |                   |
|  | Marcatori | 58’ (rig.) Giovio |

| Arbitro: | Boscarino (Siracusa) |

|                        |           |                            |
| Giovio 56’ Viscomi 88’ | Marcatori | 35’ Dolce 59’ (rig.) Dolce |

| Arbitro: | Di Paolo (Chieri) |

|  |           |            |
|  | Marcatori | 33’ Giovio |

| Arbitro: | Tolve (Salerno) |

|  |           |           |
|  | Marcatori | 86’ Corno |

| Arbitro: | Casconi (Nocera Inferiore) |

|                       |           |           |
| Cardini 2’ Birolo 61’ | Marcatori | 25’ Ferri |

| Arbitro: | Acanfora (Castellammare di Stabia) |

|  |           |                      |
|  | Marcatori | 5’ Becchio 74’ Luoni |

| Varese 29 marzo 2017, ore 15:00 CEST 27ª giornata | Varese                    | 0 – 0 referto | Pro Settimo & Eureka | Stadio Franco Ossola (1581 spett.)\| Arbitro: \| Garoffolo (Vibo Valentia) \| |
| Arbitro:                                          | Garoffolo (Vibo Valentia) |               |                      |                                                                               |

| Arbitro: | Piazzini (Prato) |

|           |           |                       |
| Gucci 69’ | Marcatori | 34’ Hazah 58’ Balconi |

| Arbitro: | De Tommaso (Rieti) |

|  |           |            |
|  | Marcatori | 8’ Scapini |

| Arbitro: | Ferrieri Caputi (Livorno) |

|                |           |  |
| Scapini 1’ 58’ | Marcatori |  |

| Arbitro: | Vitulano (Livorno) |

|                     |           |             |
| Aperi 67’ Ficco 83’ | Marcatori | 73’ Scapini |

| Arbitro: | Catasini (Pisa) |

|                         |           |             |
| Scapini 32’ Rolando 59’ | Marcatori | 24’ Plumbaj |

| Arbitro: | Tucci (Ostia) |

|  |           |             |
|  | Marcatori | 78’ Scapini |

#### Play-off
| Arbitro: | Di Cairano (Ariano Irpino) |

|             |           |  |
| Viscomi 15’ | Marcatori |  |

| Arbitro: | Perenzoni (Rovereto) |

|  |           |                      |
|  | Marcatori | 58’ Gulin 82’ Segato |

### Coppa Italia Serie D
| Arbitro: | Colombo (Como) |

|  |           |                               |
|  | Marcatori | 37’ Scapini 62’ (rig.) Giovio |

| Arbitro: | Biffi (Treviglio) |

|             |           |                       |
| Ruggeri 47’ | Marcatori | 3’ Gazo 90+2’ Scapini |

| Arbitro: | Bitonti (Bologna) |

|                              |                      |                                      |
| Giovio Luoni Rolando Scapini | Tiri di rigore 2 – 4 | Patrini Bianconi Moleri Giudici Mair |

## Statistiche

### Statistiche di squadra
| Competizione         | Punti | In casa | In casa | In casa | In casa | In casa | In casa | In trasferta | In trasferta | In trasferta | In trasferta | In trasferta | In trasferta | Totale | Totale | Totale | Totale | Totale | Totale | DR  |
| Competizione         | Punti | G       | V       | N       | P       | Gf      | Gs      | G            | V            | N            | P            | Gf           | Gs           | G      | V      | N      | P      | Gf     | Gs     | DR  |
| -------------------- | ----- | ------- | ------- | ------- | ------- | ------- | ------- | ------------ | ------------ | ------------ | ------------ | ------------ | ------------ | ------ | ------ | ------ | ------ | ------ | ------ | --- |
| Serie D              | 63    | 17      | 8       | 3       | 6       | 24      | 21      | 17           | 11           | 3            | 3            | 24           | 8            | 34     | 19     | 6      | 9      | 48     | 29     | +19 |
| Coppa Italia Serie D | -     | 1       | 0       | 1       | 0       | 0       | 0       | 2            | 2            | 0            | 0            | 4            | 1            | 3      | 2      | 1      | 0      | 4      | 1      | +3  |
| Totale               | -     | 18      | 8       | 4       | 6       | 24      | 21      | 19           | 13           | 3            | 3            | 28           | 9            | 37     | 21     | 7      | 9      | 52     | 30     | +22 |

### Andamento in campionato
| Giornata  | 1 | 2 | 3 | 4 | 5 | 6 | 7 | 8 | 9 | 10 | 11 | 12 | 13 | 14 | 15 | 16 | 17 | 18 | 19 | 20 | 21 | 22 | 23 | 24 | 25 | 26 | 27 | 28 | 29 | 30 | 31 | 32 | 33 | 34 |
| --------- | - | - | - | - | - | - | - | - | - | -- | -- | -- | -- | -- | -- | -- | -- | -- | -- | -- | -- | -- | -- | -- | -- | -- | -- | -- | -- | -- | -- | -- | -- | -- |
| Luogo     | T | C | T | C | C | T | C | T | C | T  | C  | T  | C  | T  | C  | T  | C  | C  | T  | C  | T  | T  | C  | T  | C  | T  | T  | C  | C  | T  | C  | T  | C  | T  |
| Risultato | V | V | V | S | V | N | V | S | V | V  | N  | V  | S  | V  | V  | N  | V  | S  | V  | S  | N  | V  | N  | V  | S  | S  | V  | N  | S  | V  | V  | S  | V  | V  |
| Posizione | 5 | 1 | 1 | 2 | 1 | 3 | 2 | 3 | 2 | 2  | 2  | 1  | 3  | 2  | 2  | 3  | 2  | 3  | 2  | 2  | 4  | 2  | 3  | 2  | 2  | 3  | 3  | 5  | 5  | 4  | 3  | 3  | 3  | 2  |

Legenda:

Luogo: C = Casa; T = Trasferta. Risultato: V = Vittoria; N = Pareggio; P = Sconfitta.

### Statistiche dei giocatori
Sono in corsivo i calciatori che hanno lasciato la società durante la stagione.
| Giocatore         | Serie D  | Serie D | Serie D     | Serie D    | Coppa Italia Serie D | Coppa Italia Serie D | Coppa Italia Serie D | Coppa Italia Serie D | Totale   | Totale | Totale      | Totale     |
| Giocatore         | Presenze | Reti    | Ammonizioni | Espulsioni | Presenze             | Reti                 | Ammonizioni          | Espulsioni           | Presenze | Reti   | Ammonizioni | Espulsioni |
| ----------------- | -------- | ------- | ----------- | ---------- | -------------------- | -------------------- | -------------------- | -------------------- | -------- | ------ | ----------- | ---------- |
| C. Bordin         | 2        | 0       | 0           | 0          | 1                    | 0                    | 0                    | 0                    | 3        | 0      | 0           | 0          |
| P. Consol         | 2        | -3      | 0           | 0          | 1                    | 0                    | 0                    | 0                    | 3        | -3     | 0           | 0          |
| G. Grillo         | 1        | -1      | 0           | 0          | 1                    | 0                    | 0                    | 0                    | 2        | -1     | 0           | 0          |
| M. Pissardo       | 32       | -24     | 2           | 2          | 1                    | -1                   | 0                    | 0                    | 33       | -25    | 2           | 2          |
| A. Scapolo        | 0        | 0       | 0           | 0          | 0                    | 0                    | 0                    | 0                    | 0        | 0      | 0           | 0          |
| A. Antonielli     | 0        | 0       | 0           | 0          | 0                    | 0                    | 0                    | 0                    | 0        | 0      | 0           | 0          |
| C. Bonanni        | 27       | 0       | 3           | 0          | 2                    | 0                    | 1                    | 0                    | 29       | 0      | 4           | 0          |
| M. Ferri          | 31       | 2       | 2           | 1          | 3                    | 0                    | 0                    | 0                    | 34       | 2      | 2           | 1          |
| A. Granzotto      | 13       | 0       | 4           | 0          | 1                    | 0                    | 0                    | 0                    | 14       | 0      | 4           | 0          |
| F. Luoni          | 23       | 1       | 7           | 2          | 2                    | 0                    | 1                    | 0                    | 25       | 1      | 8           | 2          |
| F. Ortolani       | 0        | 0       | 0           | 0          | 0                    | 0                    | 0                    | 0                    | 0        | 0      | 0           | 0          |
| M. Simonetto      | 7        | 0       | 0           | 0          | 1                    | 0                    | 0                    | 0                    | 8        | 0      | 0           | 0          |
| D. Talarico       | 33       | 0       | 3           | 0          | 1                    | 0                    | 0                    | 0                    | 34       | 0      | 3           | 0          |
| F. Viscomi        | 27       | 5       | 4           | 1          | 2                    | 0                    | 0                    | 0                    | 29       | 5      | 4           | 1          |
| M. Benucci        | 8        | 0       | 0           | 0          | 0                    | 0                    | 0                    | 0                    | 8        | 0      | 0           | 0          |
| G. Calzi          | 8        | 0       | 4           | 0          | 2                    | 0                    | 1                    | 0                    | 10       | 0      | 5           | 0          |
| F. Gazo           | 20       | 0       | 6           | 0          | 3                    | 1                    | 0                    | 0                    | 23       | 1      | 6           | 0          |
| G. Innocenti      | 12       | 2       | 0           | 0          | 0                    | 0                    | 0                    | 0                    | 12       | 2      | 0           | 0          |
| M. Musso          | 0        | 0       | 0           | 0          | 0                    | 0                    | 0                    | 0                    | 0        | 0      | 0           | 0          |
| E. Tortolero Toro | 0        | 0       | 0           | 0          | 0                    | 0                    | 0                    | 0                    | 0        | 0      | 0           | 0          |
| U. Vingiano       | 15       | 0       | 3           | 1          | 0                    | 0                    | 0                    | 0                    | 15       | 0      | 3           | 1          |
| F. Zazzi          | 15       | 1       | 3           | 1          | 3                    | 0                    | 1                    | 0                    | 18       | 1      | 4           | 1          |
| A. Becchio        | 28       | 2       | 3           | 0          | 2                    | 0                    | 0                    | 0                    | 30       | 2      | 3           | 0          |
| D. Bottone        | 26       | 2       | 5           | 0          | 1                    | 0                    | 0                    | 0                    | 27       | 2      | 5           | 0          |
| G. Cusinato       | 12       | 0       | 3           | 0          | 2                    | 0                    | 0                    | 0                    | 14       | 0      | 3           | 0          |
| M. Giovio         | 29       | 11      | 2           | 0          | 3                    | 1                    | 0                    | 0                    | 32       | 12     | 2           | 0          |
| N. Gucci          | 8        | 1       | 1           | 0          | 0                    | 0                    | 0                    | 0                    | 8        | 1      | 1           | 0          |
| L. Lercara        | 16       | 0       | 1           | 0          | 3                    | 0                    | 0                    | 0                    | 19       | 0      | 1           | 0          |
| S. Moretti        | 12       | 2       | 1           | 0          | 0                    | 0                    | 0                    | 0                    | 12       | 2      | 1           | 0          |
| L. Piraccini      | 20       | 2       | 4           | 0          | 3                    | 0                    | 0                    | 0                    | 23       | 2      | 4           | 0          |
| M. Rolando        | 28       | 5       | 6           | 0          | 1                    | 0                    | 0                    | 0                    | 29       | 5      | 6           | 0          |
| J. Salvatore      | 0        | 0       | 0           | 0          | 1                    | 0                    | 0                    | 0                    | 1        | 0      | 0           | 0          |
| M. Scapini        | 27       | 12      | 1           | 0          | 2                    | 2                    | 0                    | 0                    | 29       | 14     | 1           | 0          |

## Giovanili

### Organigramma societario
Area amministrativa
- Paolo Maccecchini - Presidente settore giovanile
- Roberto Verdelli - Responsabile settore giovanile[55]
- Federica Pacchetti - Responsabile di segreteria organizzativa settore giovanile
- Edoardo Frattini - Dirigente accompagnatore Juniores provinciale
- Angelo Granata - Dirigente accompagnatore Allievi professionisti
- Fabrizio Nova - Dirigente accompagnatore Giovanissimi professionisti
- Cosimo Bufano - Coordinatore Scuola Calcio
- Riccardo Brandinali - Capo scouting[56]
- Federico Fumagalli - Responsabile Progetto Bimbo

Staff tecnico
- Paolo Tresoldi - allenatore juniores
- Mariano Vaccaro - allenatore allievi
- Giancarlo Calvia - allenatore giovanissimi
- Massimiliano Gioia - preparatore atletico juniores e allievi
- Nicolò Elia - fisioterapista juniores
- Federico Fumagalli - preparatore atletico giovanissimi